# Anna Rossi
Anna Rossi (Thiene, 15 maggio 1985) è un'ex cestista italiana.
Alta 170 cm, giocava come playmaker/guardia.

## Carriera
Cresciuta nel Famila Basket Schio, dal 1996 al 2003, con cui ha partecipato a 2 finali nazionali. Nel 2000 per la categoria allieve, a Porto San Giorgio, e nel 2001 per la categoria cadette, a Sassari, qualificandosi rispettivamente al 2º e al 6º posto.
Nella stagione 2003-04 è passata al Sisa Dueville nella categoria B d'eccellenza dove ha disputato tutte le gare. Nella stagione 2005-2006 sempre nel Sisa Dueville per passare poi, a metà stagione, alla Lenzi Professional Bolzano dove ha esordito in A1. Dal 2006 è passata alla Pakelo San Bonifacio (VR) nella categoria A2 sotto la guida dell'esperto Dante Carzaniga. Nella stagione 2006-2007 ha disputato 25 gare totalizzando una media di 16 minuti e 5,6 punti per gara con un 33,8% da due, 33,9% da tre e 76,7% ai liberi. Nella stagione 2007-2008 ha disputato 33 gare da titolare totalizzando 29,1 minuti di media e tirando con il 34,5 da due, 31,6 da tre e 72,4 ai liberi. Nella stagione 2008-09, ancora nella Pakelo sotto la guida di Giuliano Calgaro.
Nella stagione 2009-10 passa all'Ecodent Alpo Basket '99 dove una stagione sfortunata si conclude senza accesso ai play-off e con la semplice permanenza in B d'eccellenza sotto la guida di Nicola Soave che lascerà in corsa la panchina a Simone Guadagnini. La stagione successiva, nelle mani di coach Claudio Carretti, sempre all'Ecodent Alpo Villafranca dove è protagonista di un'ottima stagione che termina a gara-3 di semifinale play-off. La squadra sfiora la promozione in A2 per un soffio contro la squadra di Biella che riuscirà nell'impresa della promozione in A2. Nella stagione 2011-2012 ancora all'Ecodent Alpo Villafranca con il confermato Claudio Carretti con una squadra molto competitiva alla ricerca del salto di categoria.
Nella stagione 2012-13 nella categoria A3 finisce con 21 gare giocate, 163 punti segnati in 607 minuti giocati. 7,8 punti di media a partita. 35,6% da due punti, 25,3% da tre punti, 76% ai liberi con 84 falli subiti, 56 palle recuperate. La squadra terminerà al 4 posto in classifica.
Nella stagione 2013-14 viene nominata capitano della squadra in A3. Termina la stagione con 20 gare giocate, 159 punti in 437 minuti giocati. 8,0 punti di media a partita. 44,3% da due punti, 32,9% da tre punti, 75,8% ai liberi con 62 falli subiti e 40 palle recuperate. La squadra termina la stagione al primo posto in classifica guadagnando la promozione in serie A2.
Nella stagione 2014-15 ancora capitano della squadra in A2. Termina la stagione con 26 gare giocate, 245 punti in 611 minuti giocati. 9,4 punti di media a partita. 43,3% da due punti, 27,9% da tre punti, 79,1% ai liberi con 121 falli subiti e 42 palle recuperate.
Nella stagione 2015-16 ancora capitano della squadra in A2. Termina la stagione con 27 gare giocate, 160 punti in 557 minuti giocati. 6 punti di media a partita. 27,6% da due punti, 25% da tre punti, 81,6% ai liberi con 80 falli subiti e 31 palle recuperate.
Dopo 20 stagioni giocate chiude la carriera cestistica. Alpo Basket omaggia la chiusura della carriera del Capitano con il ritiro della maglia n.7.